# Comuna de Pszczew
Pszczew (polaco: Gmina Pszczew) é uma gminy (comuna) na Polónia, na voivodia da Lubúsquia e no condado de Międzyrzecki. A sede do condado é a cidade de Pszczew.
De acordo com os censos de 2004, a comuna tem 4173 habitantes, com uma densidade 23,5 hab/km².

## Área
Estende-se por uma área de 177,64 km², incluindo:
- área agricola: 40%
- área florestal: 49%

## Demografia
Dados de 30 de Junho 2004:
|                      | Total   | Total | Mulheres | Mulheres | Homens  | Homens |
| -------------------- | ------- | ----- | -------- | -------- | ------- | ------ |
|                      | pessoas | %     | pessoas  | %        | pessoas | %      |
| População            | 4173    | 100   | 2134     | 51,1     | 2039    | 48,9   |
| Densidade (pop./km²) | 23,5    | 100   | 12       | 12       | 11,5    | 11,5   |

De acordo com dados de 2002, o rendimento médio per capita ascendia a 2439,14 zł.

## Subdivisões
- Borowy Młyn, Janowo, Nowe Gorzycko, Policko, Pszczew, Rańsko, Silna, Stoki, Stołuń, Szarcz, Świechocin, Zielomyśl.

## Comunas vizinhas
- Miedzichowo, Międzychód, Międzyrzecz, Przytoczna, Trzciel